# Oda Makoto (tiểu thuyết gia)
Oda Makoto (小田 実 (Tiểu-Điền Thực) Oda Makoto, 1932-2007) là một tiểu thuyết gia người Nhật Bản. Ông cũng là một nhà hoạt động vì hòa bình nổi tiếng trên toàn Thế giới và là người hùng của báo Time Asian của Nhật Bản. Đặc biệt, ông còn là một trong những người sáng lập ra Beheiren (ベ平連), một tổ chức của nhân dân Nhật Bản đấu tranh vì hòa bình cho Việt Nam trong những năm 1965-1974.

## Thân thế và bước đầu sự nghiệp
Ông sinh ngày 2 tháng 6 năm 1932 tại thành phố Osaka. Thời niên thiếu, ông đã từng chứng kiến những cuộc không kích bằng máy bay B29 của quân đội Mỹ ở Osaka. Ông nhập học tại trường trung học Tennoji cũ (bây giờ là trường cấp ba Tennoji) và tốt nghiệp phổ thông trung học tại trường Yuhigaoka thuộc Phủ Osaka. Sau khi tốt nghiệp ngành Ngôn ngữ học, khoa Văn học, trường Đại học Tokyo (chuyên môn tiếng Hy Lạp cổ đại), ông tiếp tục học Cao học ở đó về khoa học cổ điển phương Tây. Trong khi đang theo học, ông được nhận học bổng du học Fulbright và trở thành du học sinh của trường Harvard vào năm 1958.

## Sự nghiệp sáng tác
Ông có mối thân giao với rất nhiều nhà văn như Nakamura Shin ichiro, Noma Hiroshi, Nakagami Kenji, Oe Kenzaburo, Setouchi Jakucho và có rất nhiều tiểu thuyết, bài bình luận có ảnh hưởng mạnh mẽ đến văn đàn Nhật Bản thời hậu chiến. Tác phẩm của ông thường thấm nhuần sự đồng cảm với nỗi đau của những ngời có thân nhân bị chết trong chiến tranh.
Từ thời niên thiếu, ông bắt đầu viết tiểu thuyết. Năm thứ hai ở trường cấp ba, ông viết "Bút ký ngày mai", được xuất bản sau ngày ông hoàn thành một năm. Tác phẩm đầu tay này được dựa trên những điều đã xảy ra trong Thế chiến thứ hai và Chiến tranh Triều Tiên. Trong số các tác phẩm của ông, cuốn Nandemo Mite yaro - "Hãy đi và thấy mọi thứ" được viết vào năm 1961, là quyển sách bán chạy nhất vào năm đó. Tác phẩm "Hãy đi và thấy mọi thứ" của ông được ông hoàn thành nhờ chuyến đi xuyên châu Âu và châu Á của ông
Tiếp theo, tiểu thuyết trường thiên "Nước Mỹ" của ông được xuất bản năm 1962, nhà xuất bản Tân xã Kawade), với chủ đề nêu nên sự phân biệt nhân quyền ngay trong xã hội Mỹ. Dựa trên trải nghiệm khi chứng kiến trận không kích xuống Osaka của Mỹ, ông đặt tên cho một tác phẩm là "Cái chết khổ đau" để nói về việc con người bị giết một cách vô nghĩa. Vào năm 1969, tác phẩm "Suy ngẫm về cái chết khổ đau" được nhà xuất bản Văn nghệ Xuân Thu cho ra mắt bạn đọc Việt Nam.
Năm 1970, Oda Makoto, Kaiko Ken, Takahashi Kazumi, Shibata Sho, Matsugi Nobuhiko là những người có cùng chung chí hướng đã cho phát hành tạp chí "Là con người". Tác phẩm "Hãy rời xa Việt Nam" (Nhà xuất bản Kodansha, 1991), được viết liên tục trong 10 năm, xuất bản làm 3 tập, dày 7000 trang. Đây được coi là tác phẩm làm hồi sinh lại truyền thống văn học trường thiên mang chủ trương cứng rắn, giống như "Biển cả phì nhiêu" của Mishima Yukio, "Nhật ký chiến tranh Leyte" của Ooka Shohei, "Vòng tròn của thanh niên" của Noma Hiroshi, "Trò chơi cùng thời đại" của Oe Kenzaburo. Bình luận của Báo Yomiuri đã khen ngợi "Thực sự là một sự kiện văn học, một cuốn tiểu thuyết trường thiên khổng lồ, tái cấu trúc lại thế giới quan", "Oda Makoto đã viết nên một tấn hài kịch, chứa đựng trong đó một bi kịch lớn lao của nhân loại".
Tác phẩm "Hiroshima", xuất bản năm 1981, được nhận giải "Hoa sen" của Hội nghị tác gia châu Á- châu Phi, giải thưởng văn học lớn thứ ba trên thế giới. Sau đó, năm 1996, tác phẩm này được Đài phát thanh BBC (Anh) chuyển thể thành kịch phát thanh, đồng thời cũng được dịch ra tiếng Anh năm 1990 và cũng được dịch ra nhiều thứ tiếng khác bao gồm tiếng Pháp, tiếng Ả Rập, tiếng Ý, tiếng Hàn và tiếng Nga. Đó là câu chuyện viết về bom hạt nhân tại không chỉ Hiroshima và Nagasaki của Nhật Bản mà còn về những người da đỏ và người Mỹ sống gần nơi thử nghiệm.
Năm 1998, tác phẩm "Aboji o Fumu" - "Stomping Father" - "Dẫm lên Aboji" phát hành theo tháng và hướng tới đối tượng quần chúng, nhận giải thưởng Kawabata Yasunari lần thứ 24. Tác phẩm "Ngọc vụn" được phát hành bản tiếng Anh năm 2003. Đài phát thanh BBC cũng chuyển thể tuyển tập tiểu thuyết ngắn "Ngọc vụn" của ông thành kịch phát thanh. "Ngọc vụn" viết về lực lượng Nhật Bản trên một hòn đảo Nam Thái Bình Dương phải đối mặt với một cuộc xâm lược của Mỹ vào cuối Thế chiến II.
Ngoài ra, với các tác phẩm như "Chuyến đi không kết thúc"(năm 2006) với tư tưởng chính là cuộc khủng bố 11/9 ở Mỹ, "Âm vang sâu thẳm" (năm 2002) mà đề tài chính về trận động đất lớn ở Kobe, ông đã hướng tới những mâu thuẫn và tương tác thông thường giữa con người và xã hội, qua con mắt của người dân thành thị.

## Những hoạt động chính trị
Năm 1965, ông đồng sáng lập Beheiren (Liên đoàn công dân cho hòa bình Việt Nam) với triết gia Shunsuke Tsurumi và nhà văn Takeshi Kaiko để phản đối chiến tranh Việt Nam. Ông là người đưa ra điều luật của Hiệp hội để bảo vệ Điều 9 của Hiến pháp Nhật Bản mà từ bỏ quyền của Nhật Bản tiến hành chiến tranh. Oda là một nhà văn thiên viết về các chủ đề chính trị bắt đầu với "Heiwa o tsukuru genri" ("Các nguyên tắc Hòa bình") vào năm 1966. Thời kỳ chiến tranh Việt Nam, ông đã đăng tải trên báo Wasington Post của Mỹ nhiều bài báo có dòng chữ tiếng Nhật "Không được giết người", tỏ rõ ý kiến phản đối chiến tranh của mình. Việc làm này của ông nhằm góp phần đòi Chính phủ Mỹ rút bớt quân Mỹ khỏi cuộc chiến. Oda cũng có công ghi lại những ký ức về cuộc chiến tranh của Nhật Bản trong cuối những năm 60 và đầu những năm 70.
Vào những năm 1970, ông tham gia vào cuộc vận động cứu thoát Kim Dea Jung của Hàn Quốc, người bị chính quyền quân sự khi đó ngược đãi.
Từ cuối những năm 1980 đến đầu những năm 90, ông đảm nhận vai trò là người đọc tin tức cho Đài truyền hình Dân tộc vùng Kansai. Ông tham gia diễn xuất cho các chương trình đa dạng được dẫn dắt bởi các nghệ sĩ tài năng như Kamioka Ryutaro hay Shimada Shinsuke. Hình tượng nhân vật ông chú luôn cười tinh nghịch trong phòng uống trà của ông được người xem yêu mến.
Năm 1990, ông đảm nhận vai trò đại biểu của "Hội không cho phép cô lập thị trưởng Nagasaki" và công kích trách nhiệm chiến tranh của Thiên hoàng Showa.
Ngày 18 tháng 3 năm 1991, không lâu sau kết thúc Chiến tranh vùng Vịnh, ông cùng 81 người, trong đó có cả đạo diễn phim hoạt hình Myazaki Hayao, đăng tải ý kiến "Không thể giải quyết phân tranh quốc tế bằng quân đội" trên báo NewYork Time của Mỹ. Nội dung nêu rõ quan niệm về sự loại trừ chiến tranh của Hiến pháp Nhật Bản, được rất nhiều người Mỹ tán thành. Tiêu biểu như giáo sư đại học kiêm quan toà Pax Cristie của tòa án tối cao bang Califonia, các nhóm sinh viên của Đại học Califonia, Đại học bang New York...
Những ý kiến của người dân Mỹ gồm nhiều tầng lớp, được tập hợp trong cuốn "Nước Mỹ có đúng hay không – qua đối thoại của người dân Mỹ quanh cuộc chiến vùng Vịnh". Trong đó, ông đăng những ý kiến công khai, được bộc lộ qua những lần gọi điện thoại tương tác và những bản sao gửi qua đường bưu điện, gây xúc động từ tiếng kêu của những người dân Mỹ đang cô lập. Đạo diễn Micheal Moor của bộ phim "Hoa Thị 911" cũng phát biểu rằng ông đã chịu ảnh hưởng từ những tiếng kêu cứu này. Giáo sư danh dự của Đại học Ohio, ông Charles Allby đã tham gia mở rộng "Hội Điều 9" ở Mỹ.
Năm 1992, ông dạy môn "Nhật Bản học" tại trường đại học của bang New York trong 2 năm. Ông còn tham gia giảng dạy ở nhiều trường đại học ở các quốc gia khác nhau, như đại học Merbuol ở Ôxtrâylia, đại học Tự do Berlen ở tây Đức. Tại Nhật, ông dạy ở trường đại học Keio, với tư cách là giáo sư thỉnh giảng đặc biệt theo nhiệm kỳ. Ông đã dạy bộ môn đặc biệt của Khoa Kinh tế, môn "Tư tưởng hiện đại".
Nhằm cứu trợ cho những ngòi bị nạn trong trận động đất Kobe - Osaka, ông hoạt động tích cực trong việc vận động nhân dân. Năm 1998, ông thành lập Hội "Chi viện để những người dân bị thiệt hại, tái thiết lại cuộc sống" đã phát huy kết quả to lớn.
Năm 2002, tạp chí Time của Mỹ (ấn bản tại châu Á) đã bình chọn 25 anh hùng châu Á. Ở Nhật Bản, họ chọn Nakada Hidetoshi, Ichiro, Kitano Takeshi và Oda Makoto.
Tháng 6/2002, trong khi một luồng dư luận đòi cải cách Hiến pháp Nhật Bản đang nổi nên để Nhật Bản có khả năng tham gia chiến tranh, ông đã kêu gọi "Không cho phép thay đổi và không được thay đổi Điều 9 Hiến pháp, điều luật cho phép chúng ta tin tưởng vào tình trạng không chiến tranh".
Năm 2007, ông tham dự phiên toà của quần chúng về tình trạng áp bức nhân quyền ở Philippines, được tổ chức ở Hà Lan. Sau khi về nước, vào tháng 5 năm 2007, ông công khai trước dư luận về tình trạng ung thư dạ dày giai đoạn cuối của mình. Tuy vừa điều trị bằng trị liệu hoá học vừa tiếp tục viết, nhưng ngày 30 tháng 7 năm 2007, ông đã qua đời, hưởng thọ 75 tuổi. Tang lễ của ông được cử hành trang trọng vào ngày 4 tháng 8 năm 2007 tại nhà tang lễ Aoyama Sogisho (Tokyo) với sự tham dự của khoảng 800. Sau đó, khoảng 500 người đã tổ chức một cuộc diễu hành hòa bình trong sự tưởng nhớ Oda, qua các đường phố trung tâm thành phố Tokyo và tuyên bố sẽ tiếp tục những nỗ lực hoạt động chống chiến tranh của Oda.

## Phong trào Beheiren
Từ thời kỳ những năm 60, ông bắt đầu tham gia hoạt động hoà bình. Phẫn nộ trước sự kiện quân đội Mỹ leo thang hoạt động quân sự ra miền Bắc Việt Nam, ông cùng nhà hoạt động chính trị Takabatake Tsuhin và nhà triết học Tsurumi Shunsuke lập ra Hội "Liên Hiệp đoàn thể văn hoá nhân dân vì hoà bình Việt Nam" gọi tắt là Beheiren vào ngày 24 tháng 4 năm 1965. Đến ngày 16 tháng 10 năm 1966, Hội đổi tên thành "Liên Hiệp nhân dân vì hoà bình Việt Nam" hoạt động đã lan rộng khắp cả nước. Điểm đặc trưng nhất của Hội Beheiren là: Hội không phải đợi sự chỉ thị của một ai đó để hoạt động, mà liên kết độc lập trên cơ sở tự do của mỗi cá nhân. Đây là lần đầu tiên có một tổ chức vận động của nhân dân hoạt động như vậy ở Nhật Bản. Sau này ở Nhật Bản, có rất nhiều hình thức hoạt động của các tổ chức phi chính phủ dựa trên nguyên tắc tự nguyện và vận động sự trợ giúp các nhà tài trợ. Tháng 1 năm 1974, sau Hiệp định Pari, quân đội Mỹ hoàn toàn rút khỏi Việt Nam, Hội tuyên bố giải tán. Trên cơ sở tư tưởng và kinh nghiệm từ phong trào Beheiren, năm 1980, Oda Makoto cùng ông Daikichi Irokawa và một số người khác lập nên "Liên Hiệp nhân dân: Nhật Bản thế này là được sao?", gọi tắt là Hishiren giải tán năm 1995). ông được biết đến rộng rãi như một nhà hoạt động vận động cho hoà bình vì nhân dân.